# Папа Иноћентије IV
Папа Иноћентије IV (лат. Innocentius IV; око 1195 - 7. децембар 1254) је био 180. папа од 25. јуна 1243. године до своје смрти.

## Биографија
Рођен је око 1195. године као Синибалдо Фиеши. Био је шести син Ига, грофа Лавање. Канонско право завршио је у Парми и Болоњи, а једно време је предавао на Универзитету у Болоњи. Учествовао је у сукобу папства са царем Фридрихом II кога је започео папа Гргур IX. Након краткотрајног понтификата папе Целестина IV папска столица остала је упражњена. Након скоро две године је за новог папу изабран Иноћентије. Фридрих се покушао споразумети са новим папом, али Иноћентије није био спреман на преговоре. Због претње Фридриха Риму, Иноћентије се 1244. године повукао, најпре у Ђенову, а касније у Бургундију и у Лион. Француски краљ Луј IX пружао му је уточиште шест година. Године 1245. сазвао је Први лионски сабор на коме је цар Фридрих екскомунициран, а његови поданици су ослобођени вазалне заклетве. Фридрих је покушао спречити немачко свештенство да присуствује сабору тако што је утамничио преко стотину бискупа. Након Фридрихове смрти (1250), Иноћентије је остао у сукобу са породицом Хоенштауфен. Фридрихов утицај у Немачкој био је јак, али је утицај у Италији слабио. Након повратка у Рим, Иноћентије се сукобио са Фридриховим наследником Конрадом IV и Манфредом, наследником Сицилије и регентом Конрадина, наследника Конрада IV. Папска војска поражена је код Фође. Папа је умро убрзо након битке. 